# 右大動脈弓遺残症
右大動脈弓遺残症(みぎだいどうみゃくきゅういざんしょう、英: persistent right fourth aortic arch)とはイヌにおいて最も一般的に認められる血管輪異常を示す先天性疾患。右大動脈弓遺残症は右方の第四動脈弓が発達した結果として発生する。左動脈管索は食道周囲に輪を形成し、心基底部との間で完全な環状となる。食道を狭窄することによる食物の通過障害による削痩や発育不全、食後の吐出（食物が胃に到達する前に排出される症状であり、厳密には嘔吐と異なる）、血管輪近位での食道拡張が認められる。吐出物の誤嚥による誤嚥性肺炎が認められることがある。胸部X線所見として心臓に対して頭側方向に拡張した食道が認められ、陽性造影法を用いると、食道の拡張の程度は変化し、心基底部での食道狭窄が観察できる。外科的処置として食道周囲の動脈管索を切断する。術後の予後は誤嚥性肺炎によって左右される。イヌではジャーマン・シェパードやアイリッシュ・セッターが好発品種である。